# Raymond Pierre
Raymond Pierre (19 settembre 1967) è un ex velocista statunitense, specializzato nei 400 metri piani.

## Palmarès
| Anno | Manifestazione      | Sede         | Evento      | Risultato  | Prestazione | Note |
| ---- | ------------------- | ------------ | ----------- | ---------- | ----------- | ---- |
| 1987 | Giochi panamericani | Indianapolis | 400 m piani | Oro        | 44"60       |      |
| 1987 | Giochi panamericani | Indianapolis | 4×400 m     | Oro        | 2'59"54     |      |
| 1991 | Mondiali indoor     | Siviglia     | 400 m piani | Semifinale | 47"51       |      |
| 1991 | Mondiali indoor     | Siviglia     | 4×400 m     | Argento    | 3'03"24     |      |

## Altre competizioni internazionali
1989
- Argento in Coppa del mondo ( Barcellona), 4×400 m - 3'00"99